# Migros Bank
Die Migros Bank AG mit Sitz in Zürich ist eine hundertprozentige Tochtergesellschaft des Schweizer Detailhandelskonzerns Migros und wurde 1958 von Gottlieb Duttweiler gegründet. Gemessen an der Bilanzsumme rangiert die Migros Bank unter den zehn grössten Banken der Schweiz.

## Tätigkeit
Die Geschäftstätigkeit der Migros Bank konzentriert sich auf den Schweizer Inlandmarkt. Als Universalbank ist sie vorwiegend im Geschäft mit Retail- und Immobilienkunden sowie mittleren Unternehmen tätig. Schweizweit unterhält sie 75 Filialen und zählt mehr als eine Million Kundinnen und Kunden.

## Geschichte und Entwicklung

### Gründung

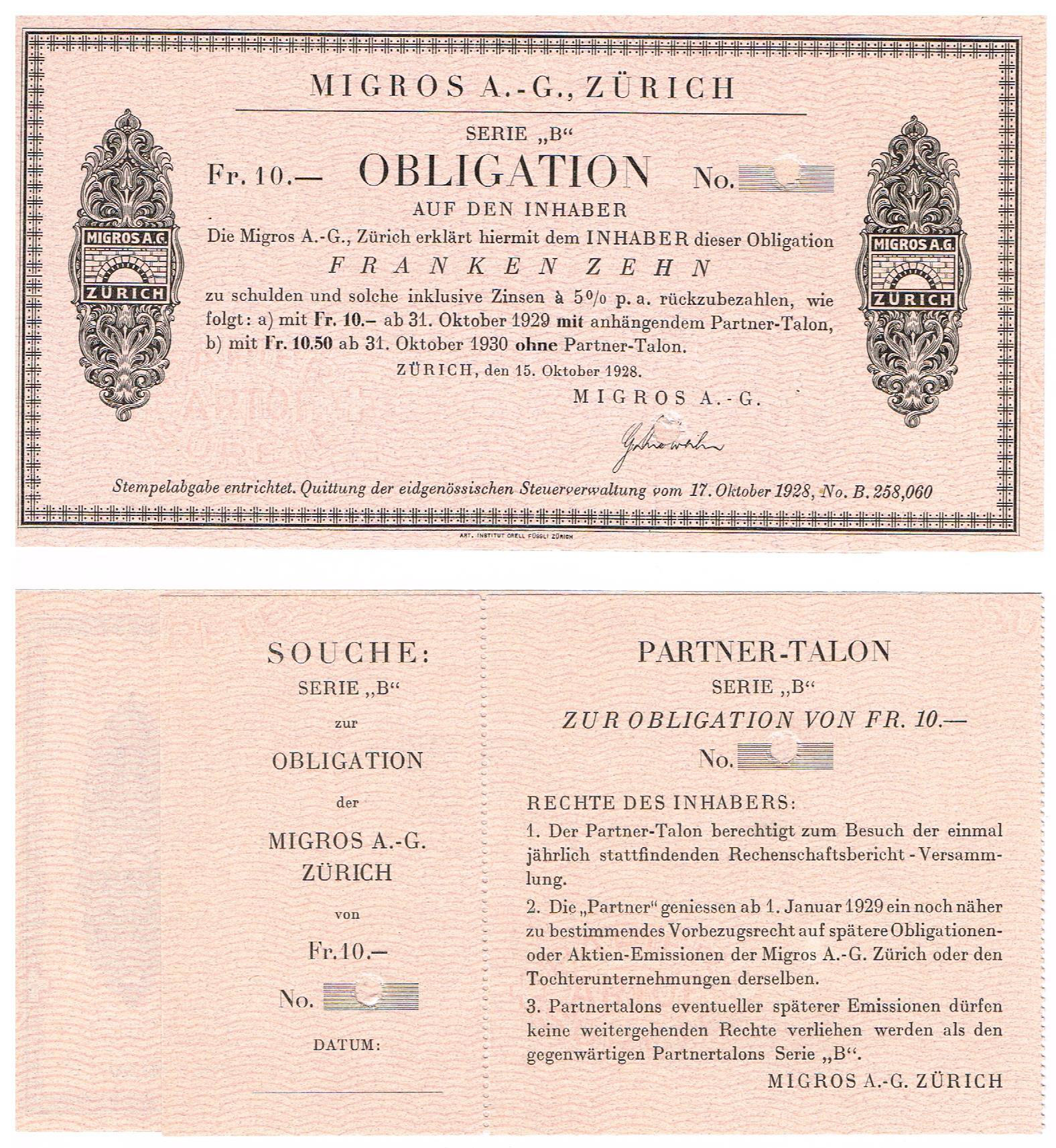
Partner-Obligation der Migros von 1928

Logo bis 2021

Logo seit 2021/2022

In den ersten Jahren ihres Bestehens war die Migros für ihren Ausbau regelmässig auf Fremdkapital angewiesen, Gottlieb Duttweiler wollte aber möglichst rasch von den Banken unabhängig werden. 1928 brachte die Migros die erste «Partner-Obligation» heraus, die 100'000 Franken einbrachte. 1930 wurde eine Migros-Anleihe von 150'000 Franken dreifach überzeichnet, 1932 eine weitere der PAG Meilen von 250'000 Franken doppelt. 1937 betrug das Aktienkapital der Migros eine Million Franken, das Obligationenkapital 1,7 Millionen, was Duttweiler zu folgender Aussage inspirierte: «Die Migros ist mindestens so kreditwürdig wie die Kreditanstalt.» Die Migros bot ihre Anleihen in kleiner Stückelung an und zahlte 1/4 bis 1/2 % mehr Zins als marktüblich. In der Nachkriegszeit nahm der Umfang der Finanzaktivitäten der Migros sprunghaft zu, sodass sich die Gründung einer eigenen Bank immer mehr aufdrängte. Am 15. Dezember 1957 trug der Migros-Genossenschafts-Bund (MGB) die Migros Bank mit einem Aktienkapital von 10 Millionen Franken ins zürcherische Handelsregister ein. Sie hatte ihren Sitz im dritten Stockwerk des Migros-Marktes am Limmatplatz in Zürich und nahm ihre Tätigkeit am 28. Februar 1958 auf. Die Eröffnung der ersten Filiale erfolgte 1961 in Winterthur.

### Geschäftsentwicklung
Die Migros Bank etablierte sich als Finanzinstitut mittlerer Grösse. 1972 überschritt der Umsatz die Marke von einer Milliarde Franken. Als Besonderheit bot sie bei Spareinlagen und Hypothekarkrediten 1/4 Prozent mehr Zins als die Konkurrenz, während sie Kredite zu 1/4 Prozent günstiger offerierte. Ebenfalls 1972 erwarb sie das insolvente Bankhaus Mühling in Düsseldorf, das ab 1973 als Migros Bank AG Düsseldorf firmierte. Die einzige ausländische Niederlassung konnte die in sie gesteckten Erwartungen nie ganz erfüllen und band nach Ansicht des Migros-Konzerns zu viele Mittel. Sie wurde deshalb am 1. März 1992 an die Stadtsparkasse Düsseldorf verkauft. Die Eröffnung der siebten Filiale erfolgte 1973 in Lugano und 1978 begann mit der Eröffnung einer Filiale in Genf die Expansion in die Westschweiz.
Der bargeldlose Zahlungsverkehr begann bei der Migros Bank 1987, als die Migros-Genossenschaft Bern zusammen mit der Migros Bank und deren Kundenkarte einen Test an den Kassen im Shoppyland Schönbühl durchführte. Die Migros Bank agierte damit als Vorreiterin: Die ec-Karte (die heutige Maestro-Karte) ermöglichte das bargeldlose Bezahlen im Detailhandel erst ein Jahr später. 1998 erfolgte mit der Applikation M-BancNet der Einstieg ins internetbasierte Online-Banking.
Im Jahr 2000 trat die Migros Bank der Schweizerischen Bankiervereinigung (SBVg) bei. Mittlerweile waren die jahrzehntelangen Preisabsprachen zwischen den SBVg-Mitgliedern abgeschafft worden, welche die Migros Bank seit ihrer Gründung als Wettbewerbsbeschränkungen erfolgreich bekämpft hatte.
2015 führte die Migros Bank die erste webbasierte P2P-Lösung der Schweiz ein, mit der sich Personen direkt Geld überweisen konnten. Ebenfalls 2015 realisierte die Migros Bank mit der Anbindung des Zahlungsservice SOFORT des schwedischen Fintech-Unternehmens Klarna eine der ersten Schweizer Anwendungen im Sinne der europäischen Zahlungsdiensterichtlinie PSD2.
Seit dem Geschäftsjahr 2019 zahlt die Migros Bank als erste grosse Schweizer Bank keine Boni mehr. Stattdessen wurden die Löhne für betroffene Bankmitarbeitende einmalig und individuell erhöht.
2021/2022 wurde schrittweise auf einen neuen Markenauftritt umgestellt.
Im Jahr 2022 kündigte der Vorsitzende des Verwaltungsrats der Migros Bank, Fabrice Zumbrunnen, seinen Rücktritt von seinen Funktionen an. Im April 2024 wurde bekannt, dass Zumbrunnen sein Amt nicht wie üblich an den obersten Migros-Chef, derzeit Mario Irminger, abgibt. An der GV im Mai 2024 wurde Bernhard Kobler zu seinem Nachfolger gewählt und Irminger zum Vizepräsidenten. Per 1. März 2025 wird Serena Fioravanti neue Verwaltungsrätin der Migros Bank, womit die Vakanz durch den Rücktritt von Ursula La Roche Mitte 2024 behoben wurde.
2023 belegte die Migros Bank im Ranking des Instituts für Finanzdienstleistungen (IFZ) der Hochschule Luzern Platz 1 als «digitalste Schweizer Retailbank im Privatkundengeschäft».

### Kooperationen und Beteiligungen
Im Sommer 2018 erwarb die Migros Bank eine Mehrheitsbeteiligung an der CSL Immobilien AG. Die Migros Bank ist zudem an der Viseca Holding beteiligt und Mitglied beim Swiss Payments Council. Im Zahlungsbereich besteht seit Januar 2020 eine Kooperation mit dem Schweizer Finanzdienstleister Sonect, womit sich das inländische Bargeldbezugsnetz der Migros Bank von bisher 1700 auf über 4000 Standorte erhöhte.
Seit 2021 bestehen im Bereich Privatkredit Kooperationen mit Credaris und FinanceScout24. Ebenfalls im Finanzierungsbereich erfolgten 2021 Kooperationen mit der Gebäudetechnikfirma Helion sowie mit gowago.ch, einer Plattform für Online-Autoleasing, an der die Migros Bank eine Minderheitsbeteiligung erwarb. Im Februar 2022 begann eine Partnerschaft mit der Tochter der Helvetia Versicherungen Smile für den Vertrieb von Autoversicherungen. Im Assekuranzbereich übernahm die Migros Bank zudem per Ende Oktober 2022 die Migros-Versicherungen von der Genossenschaft Migros Zürich (GMZ). Im Sinne einer einheitlichen Verantwortung wird das Versicherungsgeschäft der Migros-Gruppe somit künftig durch die Migros Bank geführt. Sie wird das Angebot weiterentwickeln und ausbauen, vorerst mit Lösungen für Wohneigentümerinnen und -eigentümer.
Per Ende Februar 2022 wurde MobilePay P2P eingestellt, da sich die Migros Bank unterdessen für die Kooperation mit Twint entschieden hatte. Ein strategischer Ausbau des Payment-Bereichs erfolgte per Anfang Juli 2022, als die Migros Bank die Herausgabe der neuen Cumulus Kreditkarte der Migros von der Cembra Money Bank übernahm. Dabei arbeitet sie mit der Kartenverarbeiterin Viseca Holding zusammen. Im Jahr 2022 begann zudem eine Kooperation mit der Schweizerischen Post, welche ihr Filialnetz für Dritte öffnete.

## Zahlen
| Jahr                                 | 2006   | 2007   | 2008   | 2009   | 2010   | 2011   | 2012   | 2013   | 2014   | 2015   | 2016   | 2017   | 2018   | 2019   | 2020   | 2021   | 2022   | 2023   | 2024   |
| ------------------------------------ | ------ | ------ | ------ | ------ | ------ | ------ | ------ | ------ | ------ | ------ | ------ | ------ | ------ | ------ | ------ | ------ | ------ | ------ | ------ |
| Bilanzsumme in Mio. CHF              | 28'889 | 29'121 | 30'998 | 32'686 | 33'714 | 35'847 | 37'804 | 38'882 | 40'846 | 42'232 | 42'752 | 43'294 | 44'679 | 47'033 | 50'769 | 54'647 | 57'261 | 58'706 | 60'916 |
| Jahresgewinn in Mio. CHF             | 95     | 101    | 124    | 138    | 173    | 175    | 172    | 174    | 225    | 226    | 215    | 223    | 228    | 231    | 193    | 240    | 240    | 313    | 282    |
| Kundeneinlagen in Mio. CHF           | 21'525 | 21'785 | 24'026 | 25'493 | 25'954 | 27'410 | 29'427 | 30'804 | 32'270 | 33'084 | 33'523 | 34'024 | 33'900 | 36'095 | 38'594 | 42’218 | 44'476 | 44'670 | 45'706 |
| Personalbestand (in Vollzeitstellen) | 1161   | 1207   | 1262   | 1290   | 1373   | 1395   | 1375   | 1354   | 1317   | 1334   | 1327   | 1327   | 1344   | 1362   | 1406   | 1484   | 1594   | 1620   | 1718   |
| Anzahl Geschäftsstellen              | 44     | 45     | 52     | 56     | 59     | 64     | 63     | 65     | 66     | 66     | 67     | 67     | 67     | 67     | 68     | 71     | 71     | 70     | 75     |